# قرن لحنوش (يافع)

تعديل مصدري - تعديل

قرن لحنوش هي إحدى قرى عزلة لبعوس بمديرية يافع التابعة لمحافظة لحج، بلغ تعداد سكانها 60 نسمة حسب تعداد اليمن لعام 2004.